# Noriyoshi Sakai
Noriyoshi Sakai (酒井 宣福 Sakai Noriyoshi?, Niigata, 9 de noviembre de 1992) es un futbolista japonés que juega como delantero en el Sagan Tosu de la J2 League.

## Trayectoria

### Clubes
| Club                      | País  | Año       |
| ------------------------- | ----- | --------- |
| Albirex Niigata           | Japón | 2011-2017 |
| Avispa Fukuoka (cedido)   | Japón | 2014-2015 |
| Fagiano Okayama (cedido)  | Japón | 2016      |
| Omiya Ardija              | Japón | 2018-2020 |
| Sagan Tosu                | Japón | 2021      |
| Nagoya Grampus            | Japón | 2022-2024 |
| Renofa Yamaguchi (cedido) | Japón | 2024      |
| Sagan Tosu                | Japón | 2025-     |